# Radiale Baraki
La Radiale Baraki est une infrastructure de type autoroutier, ayant la configuration 2 × 3 voies, reliant la Rocade sud d'Alger et Autoroute A1.

## Description
Il s'agit d'une autoroute qui traverse la proche banlieue sud d'Alger entre les zones industrielles des environs d'El Harrach et celle de Baba Ali en desservant la commune de Baraki dans la Mitidja.

## Historique
La Radiale de Baraki supplée la RN38 afin de relier rapidement l'agglomération d'El Harrach dans la banlieue est d'Alger afin de rejoindre la RN1.
Les travaux ont commencé à la fin des années 1990. La première tranche de 4,5 km jusqu'à Baraki est livrée en mars 2004, la deuxième partie en octobre 2005.
Depuis 2019 elle est reliée directement à la rocade nord d'Alger via l'Autoroute A1.

## Parcours
- n°1 :  Échangeur entre Rocade sud d'Alger et  R Baraki (km 0)
- n°2 : Baraki - Benghazi / Sidi Rezine (km 2)

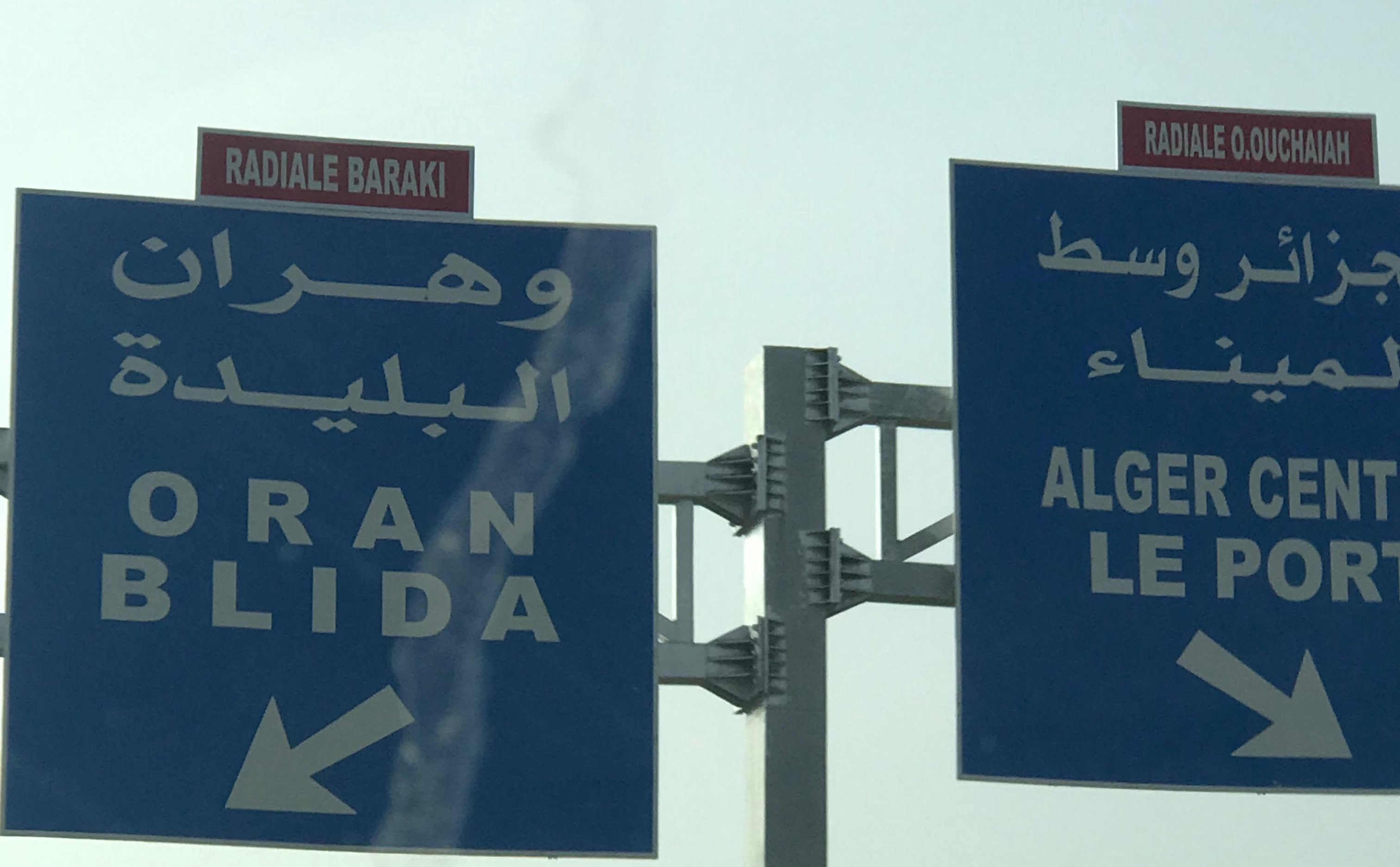
Jonction des deux Radiales d'Oued Ouchayah et de Baraki

- n°3 :  Échangeur entre  R Baraki et A1 (km 3,6)